# Ink (Film)
Ink ist ein amerikanischer Fantasyfilm von Jamin Winans aus dem Jahr 2009 mit einem Budget von ca. 250.000 USD. Er wurde zusammen mit Kiowka K. Winans von der eigenen, unabhängigen Produktionsfirma „Double Edge Films“ produziert und vom Kameramann Jeff Pointer an Schauplätzen in der Nähe von Denver gedreht.
Der Film feierte seine Premiere am 23. Januar 2009 auf dem Santa Barbara International Film Festival. Er wurde zudem auf dem Cancun Film Festival gezeigt, wo er den „Best International Feature Award“ gewann, sowie in einer Vielzahl von Independent-Film-Kinos in verschiedenen Städten in den USA.

## Handlung
Der Film beginnt mit John, einem gestressten Geschäftsmann, der sich eilig in sein Auto begibt, losfährt und plötzlich laut vor sich hin flucht, nur Augenblicke, bevor ein anderes Auto über eine rote Ampel fährt und es zum Unfall kommt. Als John ohnmächtig wird, beginnt er davon zu träumen, mit seiner kleinen Tochter Emma zu spielen.
Anfangs ist er zurückhaltend und zögerlich, aber als sie vorgibt, von einem Monster entführt zu werden, ändert er seine Entscheidung und rettet sie. Der Traum blendet dann aus.
In einigen Szenen wird nun gezeigt, dass Menschen auf einer anderen Ebene als der unseren existieren. Es gibt Kämpfer, die Storyteller genannt werden und die den Menschen mit einer Berührung an der Stirn ihre schönsten Träume bescheren. Auf der anderen Seite gibt es die Incubi, deren Gesichter mit Monitoren verdeckt sind, die eine künstliche Freude widerspiegeln, und deren Schatten den Menschen ihre schlimmsten Albträume bescheren.
Diese Nacht jedoch tritt ein neues Wesen, ein Drifter namens Ink, auf. Trotz aller Mühe seitens einiger Storyteller gelingt es Ink, Emma von zu Hause zu entführen, wobei ihr physischer Körper in einem komatösen Zustand zurückbleibt. Bei dem Kampf geht jedoch eine Trommel des Drifters kaputt und ohne den Code gelingt es Ink nicht, das Portal zu betreten, durch welches er das Mädchen ursprünglich führen wollte.
Währenddessen arbeitet John daran, einen Geschäftsabschluss zu retten, an dem er gearbeitet hatte, der nun durch das Angebot einer Konkurrenzfirma jedoch zu kippen droht. Ron, sein Schwiegervater, betritt Johns Büro, um ihm mitzuteilen, dass Emma im Krankenhaus liegt. Obwohl es ihm sichtlich nahe geht, bleibt John sehr ernst und man erfährt, dass, nachdem seine Frau gestorben ist, deren Eltern das Sorgerecht für Emma erhalten hatten, da John aufgrund seines Kummers Alkohol- und Drogenprobleme hatte.
Er wirft Ron aus seinem Büro, während etwas Dunkles über ihm zu schweben scheint.
In der Zwischenzeit entscheiden die drei Storyteller, die für Emma verantwortlich sind – Allel, Gabe und Sarah –, zusammen mit dem blinden Pathfinder Jacob einen Weg zu finden, Emma physisch aus ihrem Koma zu erwecken. Ein vierter Storyteller, Liev, versucht Ink daran zu hindern, das Mädchen den Incubi auszuliefern, um selbst ein Incubus zu werden. Der Code, den er benötigt, um in das Hauptquartier zu gelangen, wird von zwei anderen Driftern aufbewahrt, die er auffinden und dazu bringen muss, ihm ihren Teil des Codes auszuhändigen.
Nach einem Kampf zwischen Ink und Liev gibt Liev auf, um Emmas Leben zu retten. Während sie sich auf den Weg begeben versucht Liev Emma zu beruhigen und tapferer zu machen, indem sie ihr erzählt, in dieser Welt würde sie sich in eine mutige Löwin verwandeln.
Nachdem Ink bei beiden Driftern war, gelingt es Liev, sich langsam in seine Emotionen vorzuarbeiten. Sie erkennt, dass Ink tatsächlich ein Bewusstsein und eine Seele besitzt, aber aufgrund seines Selbstmordes kam er entstellt und voller Narben in diese Welt, verzweifelt versuchend, sein Leiden zu mindern, was er, wie er denkt, erreicht, indem er selbst ein Incubus wird.
Als die drei im Hauptquartier der Incubi ankommen, erzählt Liev Emma, dass sie sich nun vollständig in eine Löwin verwandelt hätte und viel tapferer sei. Als Liev dem Anführer der Incubi gegenübersteht wird sie niedergestochen und dabei tödlich verletzt.
Jacob enthüllt gegenüber den anderen seine Fähigkeit, den, wie er es nennt, „Beat der Welt“ zu fühlen, um so physische Änderungen in der echten Welt hervorzurufen. Durch eine Kettenreaktion verursacht er diverse kleinere Unfälle, die dazu führen, dass ein Auto über eine rote Ampel fährt und, wie zu Beginn des Filmes gezeigt, mit Johns Auto kollidiert. Danach eilen sie zur Unfallstelle und vertreiben einen Incubus, der schlechte Gedanken in Johns Unterbewusstsein flüsterte und er wird in dasselbe Krankenhaus wie Emma gebracht.
Nachdem er aufgewacht ist und erkannt hatte, dass er in ihrer Nähe ist, ignoriert er sein wichtiges geschäftliches Meeting, da er sich daran erinnert, wie fröhlich sein Leben war, bevor seine Frau in einem Autounfall ums Leben kam – Gedanken, von denen die dunklen Kräfte über ihm ihn abhalten wollten. Incubi tauchen auf und kämpfen mit den Kriegern, während Allel John folgt und ihn beschützt, als er zu Emmas Zimmer läuft. Jacob dagegen verlässt das Krankenhaus, um zu einem Gerät zu laufen, das andere Storyteller als Unterstützung rufen soll.
Schließlich erreicht John das Zimmer seiner Tochter und setzt sich neben sie.
Während sowohl die Vergangenheit, die Gegenwart, als auch die Zukunft von Johns Rückkehr zu Emma beeinflusst werden, durchlebt Ink eine große Erkenntnis. Er erinnert sich, wie er bei dem wichtigen Meeting war und sein Projekt erfolgreich abschließen konnte. Emma starb im Krankenhaus, woraufhin John in die Einsamkeit abrutscht. Er wird immer depressiver, bis er schließlich Selbstmord begeht und sich erschießt. Er fällt in die astrale Welt als ein entstelltes Bild seines früheren Ichs. Ink hört Liev seinen Namen „John“ flüstern, als diese stirbt.
Als seine Erinnerungen zurückkehren, attackiert Ink die Incubi und rettet so seine Tochter – ähnlich, wie in dem Traum zu Anfang des Films. Er steht ihnen gegenüber und tötet einen nach den anderen, während im Krankenhaus die Storyteller ebenfalls mit den Incubi kämpfen. Als der Kampf vorüber ist, erkennt Emma ihren Vater in Ink und sie umarmen sich.
Im Krankenhaus wacht Emma nun auf und stellt fest, dass ihr Vater neben ihr sitzt und ihre Hand hält. Sie umarmen sich, während die Storyteller nach dem Eintreffen der Unterstützung die Incubi besiegen konnten und nun unentdeckt, aber siegesbewusst in der Türe stehen.

## Hintergrund bzw. Trivia
- Jamin Winans schrieb das Drehbuch, führte Regie, schnitt den Film und schrieb selbst die Filmmusik für Ink.
- Jede DVD oder Blu-ray Disc von Ink, die man über die offizielle Seite erwirbt, wird von Jamin Winans handsigniert ausgeliefert.
- Ink wurde in der Piraterie-Szene schnell sehr beliebt und laut TorrentFreak, einer File-Sharing-Nachrichtenseite, wurde Ink etwa 400.000 Mal in einer Woche über BitTorrent heruntergeladen. Winans wandte sich an die Szene und äußerte, dass er die Piraterie wegen des unglaublichen Werbeeffektes begrüße und bedankte sich bei den Fans des Films.[4] Dies führte wiederum zu einer Steigerung des DVD- und Blu-ray-Verkaufs.[4]
- Im Dezember 2009 wurde Ink auf dem Videoportal Hulu veröffentlicht.

## Filmmusik
Der Soundtrack zum Film wurde zusammen mit dem Film veröffentlicht und wurde ebenfalls von Jamin Winans geschrieben. Laut seiner eigenen Aussage war bereits vor dem Dreh des Films etwa 50–75 % der Musik fertiggestellt, was laut Winans sowohl für die rhythmischen Szenen hilfreich war, als auch dafür, den Schauspielern ein Gefühl dafür zu vermitteln, wie die Atmosphäre des Filmes sein sollte.
Der Soundtrack wird auf der offiziellen Homepage als CD über Amazon und iTunes zum Kauf angeboten.

## Kritik
Die Kritiker Robert Abele (Los Angeles Times) und Lisa Kennedy (Denver Post) bewerteten den Film positiv.